# Třída Destrées
Třída D'Estrées byla třída chráněných křižníků francouzského námořnictva určených pro službu v koloniích. Celkem byly postaveny dvě jednotky této třídy. Ve službě byly v letech 1899–1922. Jeden ve službě ztroskotal a druhý se účastnil první světové války, aby byl nedlouho po ní vyřazen.

## Stavba
Celkem byly postaveny dvě jednotky této třídy. Do služby byly přijaty v letech 1899–1900. Stavbu provedly francouzské loděnice Arsenal de Rochefort a Forges et Chantiers de la Gironde v Bordeaux.
Jednotky třídy D'Estrées:
| Jméno     | Loděnice                          | Založení kýlu | Spuštěna   | Vstup do služby | Poznámka                                                             |
| --------- | --------------------------------- | ------------- | ---------- | --------------- | -------------------------------------------------------------------- |
| D'Estrées | Arsenal de Rochefort              | březen 1897   | říjen 1897 | 1899            | Vyřazen 1922.                                                        |
| Infernet  | Forges et Chantiers de la Gironde | prosinec 1896 | září 1899  | 1900            | Dne 22. listopadu 1910 ve vichřici ztroskotal u Les Sables-d'Olonne. |

## Konstrukce

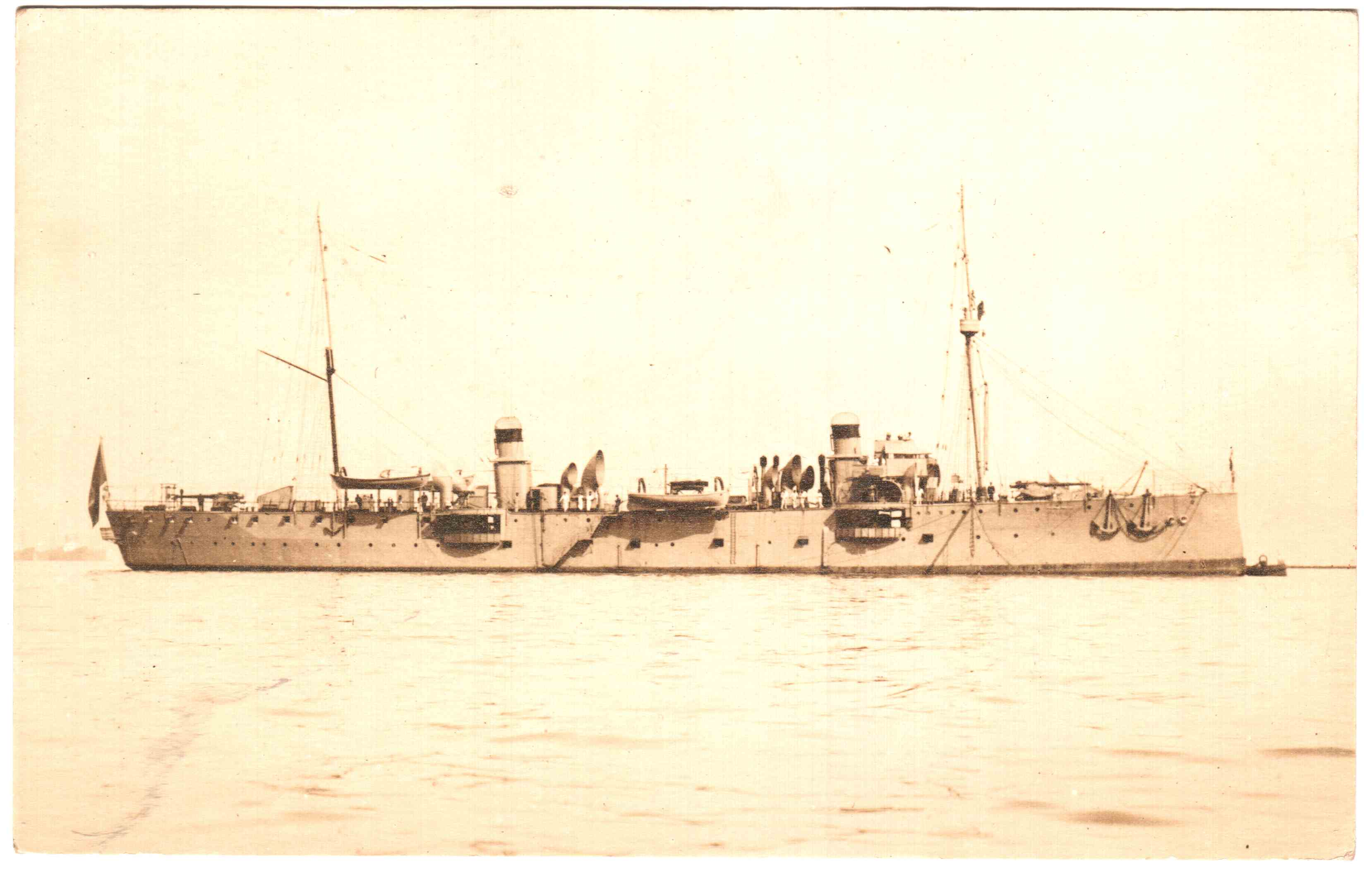
Křižník třídy D'Estrées

Hlavní výzbroj tvořily dva 138,6mm kanóny kryté štíty, které doplňovaly čtyři 100mm kanóny, osm 47mm kanónů a dva 37mm kanóny. Pohonný systém tvořilo osm kotlů Normand a dva parní stroje s trojnásobnou expanzí o výkonu 8500 ihp, pohánějící dva lodní šrouby. Nejvyšší rychlost dosahovala 20,5 uzlu. Dosah byl 5700 námořních mil při rychlosti 10 uzlů.